# Лагуна-дель-Лаха
Лагуна-дель-Лаха розташована в комуні Антуко, в гірському масиві Анд регіону Біобіо, вставленому в одноіменний національний парк, де є спортивні та розважальні заходи, такі як катання на лижах і спортивна риболовля. Є також високогірні притулки і розвиваються зимові види спорту. На його берегах розташований вулкан Антуко .

## Гідрографія
Озеро має максимальний об’єм 5582 hm³, а його історичне середнє значення становить 3202 hm³. Його води приводять у рух руслові гідроелектростанції на електростанціях Абаніко, Ель-Торо та Антуко. Лагуна є джерелом річки Ла-Лаха.

## Ситуація з водою в 2018-19 рр
Інформація від Генеральної дирекції водних ресурсів щодо об’єму, збереженого у водосховищі протягом останніх 12 місяців, показує дефіцит відносно історичного середнього збереженого обсягу в 3202 гм³. Міністерство громадських робіт надає обсяги, що перевищують рівень 1300 м над рівнем моря.

## Національний парк
Лагуна-дель-Лаха — національний парк, створений у 1958 році, розташований у передгір'ях Анд у комуні Антуко, провінція Біобіо, за 86 км на схід від міста Лос-Анхелес, на 37º 23' південної широти та 71 ° 24' зах. довгота.

### Погода
У період з червня по вересень тут випадає сніг і дощ, середня річна кількість яких становить 2170 мм. Середньорічна максимальна температура січня 13,6 °C, мінімальна в липні -0,3 °C

### Доступ
Camino Los Ángeles - Antuco - Abanico - Laguna del Laja, прохідна цілий рік. Маршрут 93 км, з них 64 із твердим покриттям, а решта – гравієм.
Засоби громадської мобілізації: Існує регулярне сільське автобусне сполучення, яке сполучає Лос-Анхелес з містом Абаніко. Відправлення з Лос-Анхелеса здійснюються з міжкомунального автовокзалу Islajacob і автовокзалу Vega Techda.
Абаніко : Ель-Абаніко розташований на шляху до Антуко, тут є магазини, пекарні, ремісничі кіоски, житло, канопи тощо.

### Флора і фауна

#### Флора
Кордильєрський кипарис: вид, класифікований як вразливий до зникнення, він становить однорідний ліс у цьому парку, який вважається одним із головних у країні. Його можна побачити біля входу, на березі головної доріжки. (Сектори Лагунільяс і Чакай).
Араукарія: вид, класифікований як вразливий до зникнення, знаходить своє північне природне поширення в парку. Він представлений лише поодинокими екземплярами. Його можна спостерігати по пішохідній стежці, яка піднімається до Сьєрра Веллуда (сектор Чакай).
Maitén del Chubut і Radal Enano: Види класифікуються як рідкісні. Це кущі з обмеженим поширенням, але їх легко спостерігати в секторі Чакай. Maihuenia: це кактус, який вважається винятковим для зони Анд і піщаних районів долини регіону. Його можна побачити в секторі Чакай.

#### Тваринний світ
Птахи становлять основну популяцію фауни з 47 видами, серед яких птахи, качки, хижі птахи та сови, серед інших. Особливий інтерес являють бандурія та кондор, які вважаються вразливими до зникнення. Їх можна побачити в секторах Лагунільяс і Чакай. Гірська куріпка та андська чайка, класифіковані як рідкісні, також важливі, і їх можна зустріти по всьому парку. Популяція ссавців невелика, особливо виділяється віскача, вид, який класифікується як зникаючий у регіоні. Його можна знайти в секторах Lagunillas і Laguna del Laja. Ви також можете побачити пуму, вид, який може зникнути, а також лисиць кульпео та чилла. Секторами спостереження цих трьох останніх видів є Lagunillas і Chacay.

Однією з тварин, яку найважче знайти, є матуасто, тварина, що охороняється, знайдена у вулканічних породах. Це нешкідлива ящірка, яка, виявивши її, не залишиться непоміченою, оскільки її розміри є одними з найбільших серед існуючих у провінції рептилій, а також її будова тіла та барвиста шкіра. Крім того, ще одне сімейство ящірок — зелена ящірка (Liolaemus tenuis), яку легко відрізнити за барвистою шкірою, наприклад із зеленими, жовтими та синіми цятками. Її можна побачити в стовбурах дерев у його природному середовищі, в якому вона розвиває свою звичайну діяльність, наприклад, харчується комахами, які перебувають у межах його досяжності. З цієї причини взимку вони відпочивають без активності до приходу наступної весни, яка знову забезпечить їх винятковою їжею.

Флора і фауна водойми
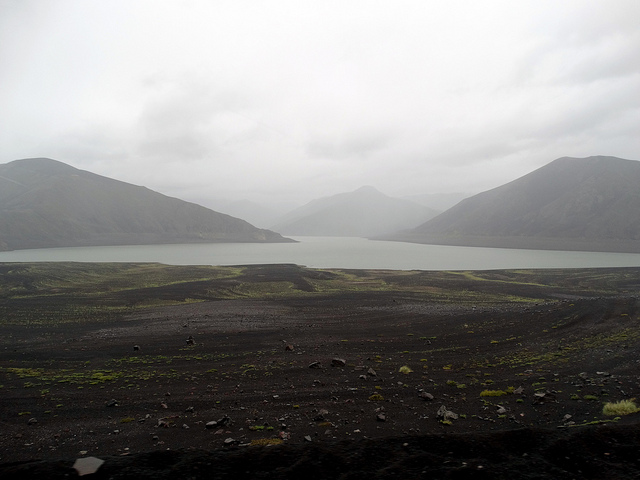
Озеро Лаха - літо Сендеро де Чилі.
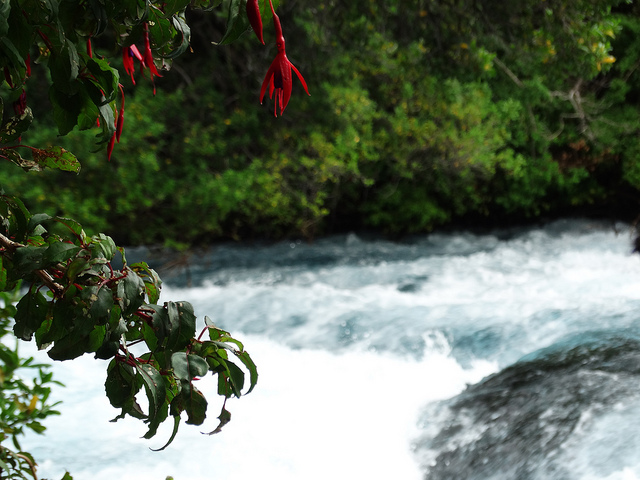
Берег річки Лаха.
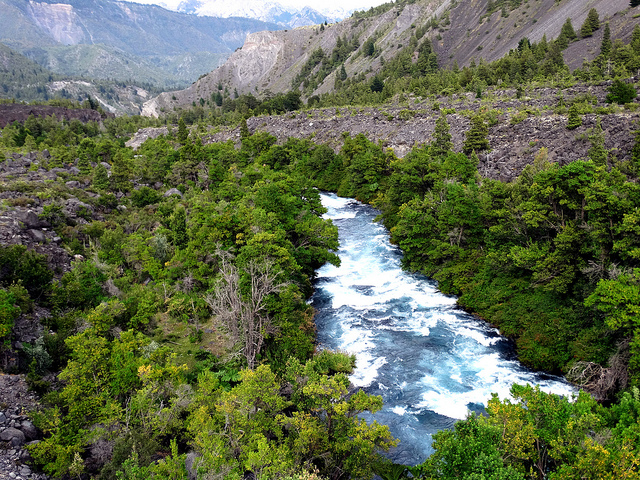
Річка Лаха, вид з оглядового майданчика.